# Achradocera fractus
Achradocera fractus är en tvåvingeart som beskrevs av Meijere 1913. Achradocera fractus ingår i släktet Achradocera och familjen styltflugor. Inga underarter finns listade i Catalogue of Life.